# シリンホト市
シリンホト市（錫林浩特市、シリンホトし、モンゴル語：ᠰᠢᠯᠢᠨᠬᠣᠲᠠ　転写：Silinqota）は、中華人民共和国内モンゴル自治区シリンゴル盟に位置する県級市。シリンゴル盟の行政的中心。東経116度、北緯44度付近、内モンゴル中東部のシリンゴル草原上に位置する。漢族とモンゴル族が主に畜産品加工や民芸品工業をおこなっている。特産物は毛織物やキノコなど。

## 産業

### 鉱物資源
鉱物資源が豊富。石炭は勝利炭田、バヤンボラグ（巴彦宝拉格）炭田が主要鉱区。石油も産出する。その他にはゲルマニウム、クロム、モリブデン、蛍石、スズ、亜鉛、ルビジウム等を産出する。
石炭の質は褐炭と低いが、北京まで数百km程度と地理的に近いこともあり、火力発電所の燃料源として盛んに採掘が行われている。しかし採掘に伴う地下水の排出は、地域の地下水位を低下させる要因となっており、炭鉱の繁栄と相反して慢性的な水不足にさらされている。一時は、600km離れた渤海から海水をパイプライン輸送により供給するプランも検討されたことがある。

## 行政区画
8ジュール・ゴドムジ（街道）、1バルガス（鎮）、3ソム（蘇木）を管轄
- 街道弁事処
  - シャルタル・ジュール・ゴドムジ（希日塔拉街道）
  - ボルゴン・ジュール・ゴドムジ（宝力根街道）
  - ハンガエ・ジュール・ゴドムジ（杭蓋街道）
  - チョーラル・ジュール・ゴドムジ（楚古蘭街道）
  - エルデン・ジュール・ゴドムジ（額爾敦街道）
  - オモン・トゥーレギン・ジュール・ゴドムジ（南郊街道）
  - バインチャガーン・ジュール・ゴドムジ（巴彦査干街道）
  - バインショロ・ジュール・ゴドムジ（巴彦錫勒街道）
- バルガス（鎮）
  - アルシャン・ボラグ・バルガス（阿爾善宝拉格鎮）
- ソム（蘇木）
  - ボルゴン・ソム（宝力根蘇木）
  - チョゴール・ソム（朝克烏拉蘇木）
  - バインボラグ・ソム（巴彦宝拉格蘇木）
- シリンゴル盟経済技術開発区
- 牧場
  - バインフレー（白音庫倫）牧場、ビルグ（貝力克）牧場、モドン（毛登）牧場

## 交通
- 空路
  - シリンホト空港 - 主に北京/首都,北京/大興,フフホトなどへの便が飛んでいる。国際線はない。
- 鉄道
  - 錫多線
- 道路
  - 丹錫高速道路,海張高速道路,G207国道（中国語版）,G303国道,G331国道,S101省道（中国語版）,S307省道（中国語版）

## 観光
シリンゴル草原の美しい景観で、一部は自然保護区になっている。
- アルシャン（阿爾善）温泉
- シリン河景観
- オロン・トホエ（錫林九曲湾）
- バインシル（白音錫勒）自然保護区
- ドブセグ・オール（平頂山）
- シリンゴル国際競馬場
- ベーシン・スム（貝子廟）：1684年建造、内モンゴル四大寺院の一つである[3]。
- 蒙元文化苑：世界最大級の蒙元文化博物館[4]、蒙元歴史名人彫像群、民族歌舞劇場、庭園などがある。
- 啤酒泉：アルシャン・ボラグ・バルガスにある鉱泉。
- エルデンオボー山（額爾敦敖包山）